# Дигора (футбольный клуб)
«Дигора» — российский футбольный клуб из Дигоры, Северная Осетия. Единственный сезон в первенстве России среди профессиональных (нелюбительских) клубов (команд мастеров) провёл в 1996 году в 1-й зоне третьей лиги, заняв 18-е место. Выступает на стадионе «Дигора» с естественным покрытием. Клубные цвета — сине-белые.

## История
Основан в 1993 году под названием «Атлант», с 1994 по 2005 годы выступал под названиями «Гофра» и «Гофрокартон» (период спонсорства Дигорской фабрики гофрокартонной тары). С 2005 года — ФК «Дигора».
Чемпион РСО-А 1995, 2006 и 2024 гг., серебряный призер 2007 и 2008 гг., бронзовый призер 2010, 2011 и 2021 гг. Обладатель Кубка РСО-А 2008 и 2024 гг., финалист 2009 и 2019 гг. Победитель зимнего чемпионата РСО-А 2012 г., серебряный призер 2024 г., бронзовый призер 2015 и 2017 гг. Победитель Республиканского турнира памяти  Л. Саблина 2008 и 2011 гг., шестикратный финалист (1999, 2001, 2006, 2009, 2012, 2023 гг.), бронзовый призер 2007 и 2020 гг. Второй призер республиканского первенства ФСО «Урожай» (1993 г.). Молодежная команда «Дигора-2» - победитель (2023 и 2024 гг.) и бронзовый (2019 г.) призер первой лиги первенства РСО-А, чемпион АФЛ и финалист Кубка АФЛ 2022 г. Обладатель Приза зрительских симпатий Лиги чемпионов ЮФО/СКФО 2006 г.
Рекордсмены клуба по количеству сыгранных официальных матчей: Дамир Сейлханов (417), Алан Саламов (416), Астан Хадаев (386), Алан Едзаев (295), Игорь Медоев (287), Роман Мустафаев (285),  Гасай Туаев (248), Аслан Хутяев (248), Ахсар Едзаев (205), Аслан Бердиев (192), Алан Датдеев (192),  Алан Туккаев (177), Казбек Ревазов (175), Джамбулат Таказов (173), Виталий Ботоев (171), Артур Елбаев (169), Арсен Цаголов (167), Игорь Годизов (154), Кубади Кесаев (154), Анзор Косов (149), Алан Дзагкоев (134), Арсен Гуцаев (129), Джамбулат Гобаев (128), Алексей Белозерский (122), Роберт Бигаев (114), Денис Царитов (по 114), Виталий Дзалаев (113), Азамат Авсанов (107), Сослан Золоев (106), Гарегин Аветисян (104), Солтан Таказов (102).
Лучшие бомбардиры: Динеев Тимур - 122 гола, Дамир Сейлханов - 77, Проскурин Дарьян-Евгенин - 68, Ибрагим Базаев – 67, Астан Хадаев - 64, Виталий Ботоев - 58, Казбек Ревазов - 53, Ислам Езеев - 50, Алан Саламов - 50.
Рекордсмен по голам за сезон: Ибрагим Базаев (2024 г.) – 36 голов (30 – чемпионат, высший дивизион, 1 – первый дивизион, 5 - кубок).